# Migues
Migues ist eine Stadt in Uruguay.

## Geographie
Sie liegt im östlichen Teil des Departamento Canelones in dessen Sektor 9. Knapp 10 Kilometer östlich an der Grenze zum Nachbardepartamento Lavalleja befindet sich mit Montes die nächstgelegene Stadt.

## Geschichte
Am 15. Mai 1925 wurde Migues durch das Gesetz Nr. 7837 in die Kategorie Villa eingestuft.

## Infrastruktur

### Bildung
Migues verfügt mit dem 1953 gegründeten Liceo de Migues über eine weiterführende Schule (Liceo).

## Einwohner
Die Einwohnerzahl Migues' beträgt 2.109. (Stand: 2011)
| Jahr | Einwohner |
| ---- | --------- |
| 1963 | 1.968     |
| 1975 | 2.183     |
| 1985 | 2.079     |
| 1996 | 2.004     |
| 2004 | 2.180     |
| 2011 | 2.109     |

Quelle: Instituto Nacional de Estadística de Uruguay

## Stadtverwaltung
Bürgermeisterin (Alcaldesa) von Migues ist Maria del Carmen Suarez (Partido Nacional).